# قسطنطينيوس الثالث
فلافيوس قسطنطينيوس أو قسطنطينيوس الثالث (باللاتينية: Constantius III) هو إمبراطور لروما حكمها لمدة شهورٍ معدودة خلال عام 421م، قبل أن يموت ميتةً مفاجئة. كان قسطنطينيوس قائداً عسكرياً وسياسياً بارز الشأن في روما لأغلب حياته، وكان كذلك الحاكم الفعليّ للإمبراطورية خلال معظم الفترة بين عامي 410 و420، حيث أنَّ الإمبراطور الروماني آنذاك - هونوريوس - كان فتى صغيراً غير قادرٍ على تولّي شؤون الحكم بنفسه.

## سيرته
ولد قسطنطينيوس في مدينة نيش الصربيَّة، وقد يكون خدم ببدايات حياته كجندي، حتى تمكَّن بمرور الوقت من حيازة رتبة قائد الجنود (Magister militum)، وهي أعلى رتبةٍ عسكرية في الإمبراطورية الرومانية، إذ وصلها في عهد الإمبراطور هونوريوس.
تمكَّن قسطنطينيوس في عام 411 من قمع ثورتين كبيرتين ضدَّ الإمبراطور هونوريوس. إحداهما بدأها قسطنطين الثالث عام 407، فتمكَّن قسطنطينيوس من محاصرته وهزيمة جيشه في مدينة آرل الفرنسية، وفرَّ قسطنطين بعيداً بعد أن هجره معظم جنوده وانضمُّوا إلى ثائرٍ آخر يدعى جوفينوس. وأما الأخرى فقد قادها ماكسيموس الهسباني في شبه الجزيرة الأيبيرية، إلا أنَّ جنوده سرعان ما هجروه وتخلُّوا عنه، فهرب والتجأ إلى القبائل الغجرية في منطقة هسبانيا.
قرَّر قسطنطينيوس في عام 412 أن يقصي قوم القوط الغربيين من إيطاليا، وذلك بعد أن بقوا فيها - تحت قيادة الملكين ألاريك الأول وأتولف - لسنواتٍ طويلة بحثاً عن ملجأٍ يسكنون فيه. وفي عام 413، نُصِّب قنصلاً رومانياً. في عام 414، قرَّر قسطنطينيوس أن لا يكتفي بإبعاد القوط عن إيطاليا، بل أراد شنَّ حملة عسكرية عليهم، فأمر بمحاصرة جميع الموانئ البحرية لبلاد الغال المطلَّة على البحر الأبيض المتوسط. وقد ردَّ أتولف - حاكم القوط - على هذا الهجوم بإعلان تابعٍ له يدعى بريسكوس آتالوس (Priscus Attalus) إمبراطوراً لروما، إلا أنَّ تأثير الحصار الذي فرضه عليه قسطنطينيوس كان قوياً لدرجة أنَّه أجبر على الرحيل من بلاد الغال إلى شبه الجزيرة الأيبيرية عام 415. وأما تابعه الذي عيَّنه إمبراطوراً - آتالوس - فقد أمسكه الرومان، وتوفيَّ بعدها بفترة.
مات أتولف في أيبيريا بعد مدة غير طويلة، وقد عُيِّن من بعده ملكاً للقوط رجل يدعى سايجيرك، إلا أنَّ هذا الأخير لم يحكم سوى لأسبوعٍ واحد، قبل أن يغتاله آخر يدعى واليا. تمكَّن واليا من إعادة بناء علاقة القوط مع الإمبراطورية الرومانية، إذ وقَّع مع فلافيوس قسطنطينيوس عقداً ينصُّ على أنَّ القوط الغربيين سيقاتلون إلى جانب روما في أيّ حربٍ تريدها، وفي المقابل فإنَّ روما ستقدم لهم كهدية 600,000 مكيالٍ من القمح وستمنحهم أجزاءً واسعةً من إقليم آكيتين الفرنسي.
كما تضمَّنت المعاهدة إطلاق سراح أخت الإمبراطور الروماني الأسيرة لدى القوط غالا بلاسيديا، والتي تزوَّجها قسطنطينيوس فيما بعد.

## إمبراطور روما
في 8 فبراير عام 421م، نُصِّب قسطنطينيوس الثالث إمبراطوراً لروما إلى جانب هونوريوس، ليحكما الإمبراطورية الرومانية الغربية معاً، وعلى أرض الواقع، أصبح قسطينيوس هو الحاكم الفعليَّ للإمبراطورية. إلا أنَّ ابن أخ هونوريوس ثيودوسيوس الثاني حاكم الإمبراطورية البيزنطية لم يكن مسروراً بهذا الحدث، ولم يقبل أن يعترفَ بقسطنطينيوس إمبراطوراً.
لكن وخلال شهورٍ معدودة توفِّيَ قسطنطينيوس وفاةً مفاجئة في 2 سبتمبر عام 421م. وقد فرَّت زوجته غالا بلاسيديا بعدَ وفاته مع ابنها فالنتينيان الثالث إلى القسطنطينية.